# Route 21 (Uruguay)
Pour les articles homonymes, voir Route 21.
La route 21 (espagnol : ruta 21) est l'une des routes nationales de l'Uruguay.
Elle a été désignée « Treinta y Tres Orientales » par la loi 15497 du 6 décembre 1983. Elle rejoint les villes de Colonia del Sacramento et Mercedes.

## Tracé
Cette route longe la côte des départements de Colonia et de Soriano. Son tracé commence dans la ville de Colonia del Sacramento et se dirige vers le nord-ouest du département jusqu'à la ville de Carmelo, d'où il continue jusqu'à la jonction avec la route 12, aux accès de la ville de Nueva Palmira. Sa route continue sur le côté nord de cette ville en laissant la même avec la direction nord jusqu'à la ville de Dolores. Après avoir traversé cette dernière ville, son dernier tronçon se termine dans la ville de Mercedes, où il entre par le sud.
Un grand nombre de camions de marchandises circulent sur cet itinéraire, car l'activité agricole de la région, appelée « le grenier du pays », s'est développée ces dernières années. La totalité de cette production est destinée au port de Nueva Palmira.

## Caractéristiques
État et type de construction de la route selon la section :
| Section (approximative)              | Type de réseau           | Type de construction  | État     |
| ------------------------------------ | ------------------------ | --------------------- | -------- |
| Colonia del Sacramento-Nueva Palmira | Route primaire nationale | Chaussée en asphalte  | Très bon |
| Nueva Palmira-Dolores                | Route primaire nationale | Traitement bitumineux | Bon      |
| Dolores-Mercedes                     | Route primaire nationale | Traitement bitumineux | Très bon |